# Нагар панчаят

Адміністративна структура Індії

Нагар панчаят (гінді नगर पंचायत) або нагар паліка (гінді नगर पालिका) — одна з  форм місцевого самоврядування в Індії, аналог муніципалітету.
Район з більш ніж 30000 і менш ніж 100000 жителів класифікуются як нагар панчаят, за деякими винятками. Всі попередні райони з населенням від 5 до 20 тисяч повторно класифіковані як нагар панчаят.
У нагар панчаята є свій голова і члени адміністрації. Як мінімум 10 з них обираються, а 3 — призначаються.
У 2001 році налічувалося близько 1250 нагар панчаят.